# Stefan Bieler
Stefan Bieler (* 1963) ist ein deutscher Wirtschaftswissenschaftler und Professor der Betriebswirtschaftslehre. Seit 2019 ist er Präsident der FHDW Hannover.

## Leben
Bieler studierte Betriebswirtschaftslehre an der Aston Business School in Birmingham und der Friedrich-Alexander-Universität Erlangen-Nürnberg, an der er später auch promovierte.
Es folgten verschiedene Tätigkeiten in der Wirtschaft, darunter bei der Deutschen  Bank sowie eine Dozententätigkeit an der Bankakademie in Frankfurt.
Schließlich folgte 2000 die Berufung als Professor für Betriebswirtschaftslehre mit dem Schwerpunkt mittelständische Wirtschaft an der FHDW Hannover. 2019 wurde Bieler Präsident der Hochschule.
Zu Bielers Forschungsschwerpunkten zählen insbesondere Fragen der mittelständischen Wirtschaft sowie der Unternehmensnachfolge.

## Veröffentlichungen (Auswahl)
- Die Unternehmernachfolge als finanzwirtschaftliches Problem. Deutscher Universitätsverlag, Wiesbaden 1996, ISBN 3-322-93375-X.
- Erfolgsfaktoren von Beratungsprozessen in mittelständischen Unternehmen (= Die Professoren der FHDW Hannover [Hrsg.]: Forschungsberichte der FHDW Hannover. Band 2009, Nr. 4). FHDW, Hannover 2009, DNB 995754837.